# پارک ملی شورسکی
پارک ملی شورسکی (انگلیسی: Shorsky National Park) یک پارک ملی در استان کمروو در کشور روسیه است.